# Stallhof (Dresda)

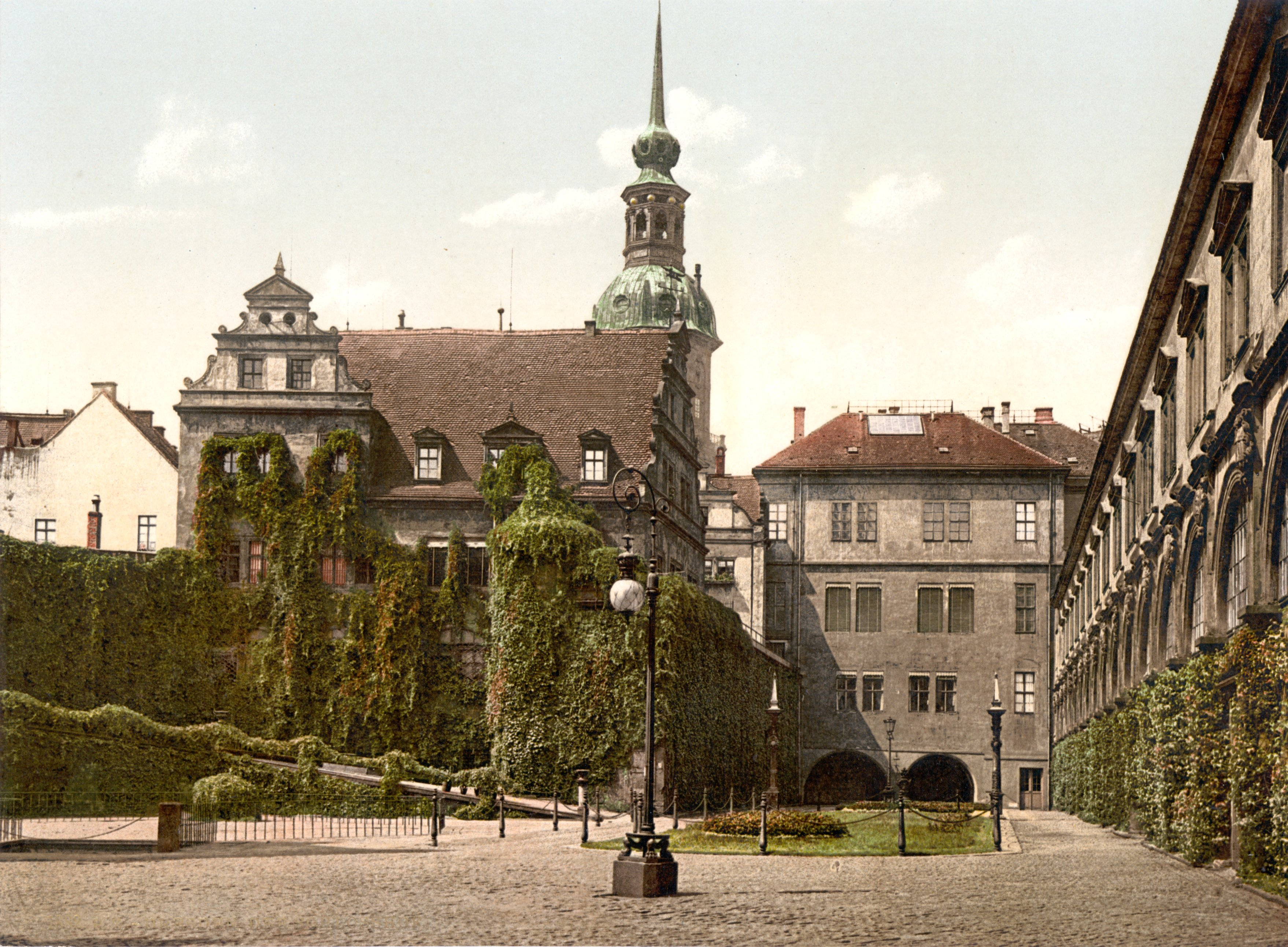
Lo Stallhof nel 1900

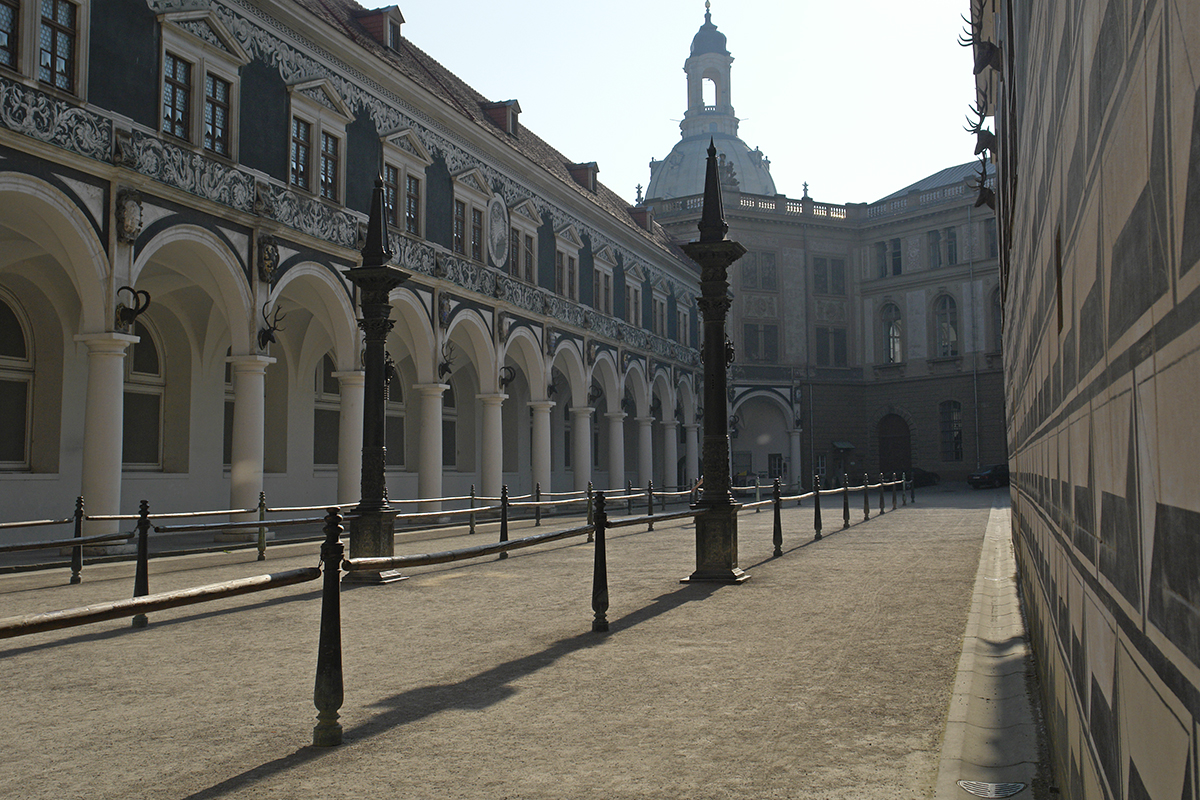
Il cortile delle scuderie oggi

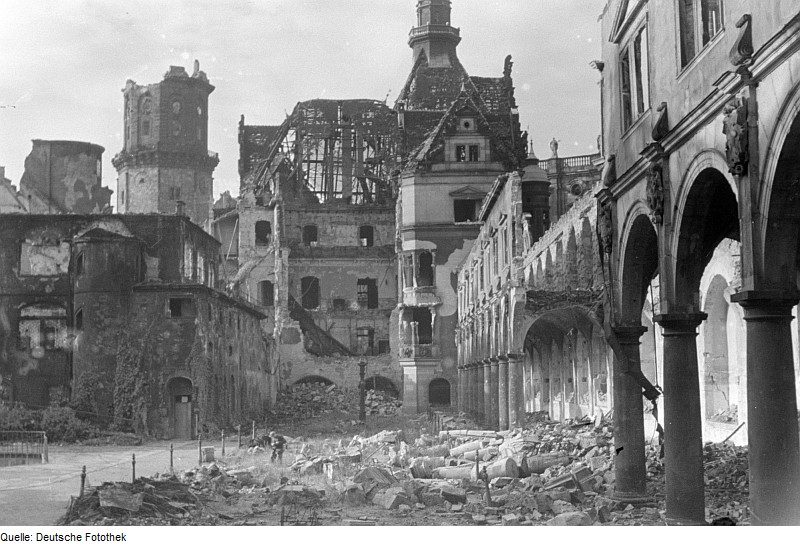
Rovine dello Stallhof dopo il bombardamento del 1945

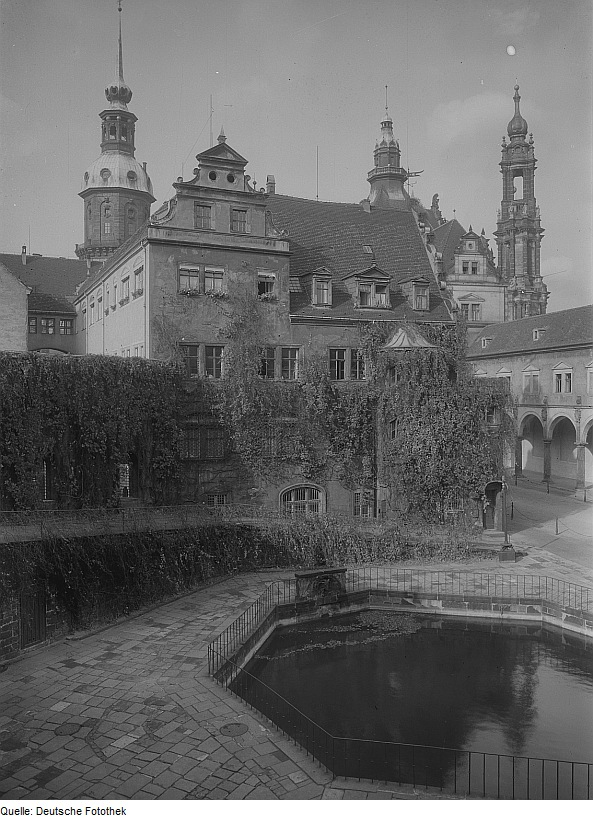
Condizioni del Pferdeschwemme prima del 1945

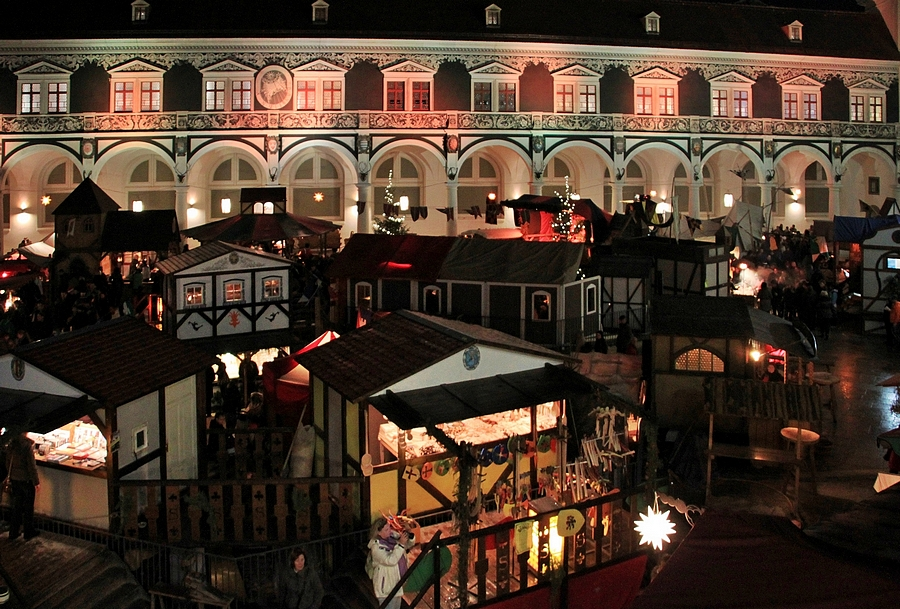
Mercatino di Natale medievale nello Stallhof (2011)

Lo Stallhof (cortile delle scuderie) di Dresda appartiene al complesso edilizio della scuderia ducale di Dresda, primo museo del mondo, e delCastello rinascimentale. Un tempo, serviva come sede di grandi spettacoli ippici. Fu completato di 1586-1588, sotto l'Elettore Cristiano I, divenendo l'arena per corsi a l'anello più anticha al mondo. Oggi è utilizzato per eventi culturali come il mercatino di Natale medievale. 

## Storia
Fu costruito tra il 1586 e il 1588 sotto la direzione dell'architetto Paul Buchner secondo le ispirazioni provenienti dall'Italia, come la piazza di Vigevano vicino a Milano. Non è più possibile stabilire chi fornì gli spunti artistici: il neapolitano Carlo Theti, il milanese Rocco di Linari o il svizzero Giovanni Maria Nosseni.
Per la realizzazione del Cortile delle Scuderie fu demolito un precedente edificio di scuderie risalente al 1570 circa, costruito da Rocco di Linari, insieme a un numero significativo di case borghesi.
Già subito dopo il completamento, le Scuderie Elettorali di Dresda e il loro cortile (noto anche come Stallbahn o Rennbahn) furono molto apprezzati e visitati dal publica, incluso i Medici. 
Fino alla metà del XVIII secolo, il cortile fu teatro di svaghi di corte come il torneo per l'anello a cavallo, il gioco della volpe e le battute di caccia. I primi tornei per l'anello a cavallo venivano disputati con armature da cavaliere complete, per rendere la prova più "difficile". Non si svolgevano corse a spron battuto nel cortile, poiché Cristiano I era già passato alla nuova arte equestre venendo da Napoli e la corte dei Aragonesi.
Sotto le arcate del Corridoio Lungo, rivolte verso l'interno del cortile, si trovavano originariamente dipinti di cavalli in stile rinascimentale, forse ispirati a Stradanus o Antonio Tempesta. Tutti gli edifici circostanti erano decorati con graffiti o grisaille.
Nella parte anteriore del cortile si trova una vasca per lavare i cavalli. L'antico molo che si trovava lì non esiste più. In origine, un orso vivo era incatenato accanto alla vasca. Successivamente fu costruita la Casa dei Leoni.
Dopo che i dipinti e le decorazioni si erano scoloriti nel corso del tempo, il corridoio ad arcate del Corridoio Lungo fu murato, il cortile lastricato e trasformato in un parco. Solo con il ritorno all'interesse storico sotto il re Giovanni di Sassonia furono gradualmente intrapresi lavori di restauro. Nel 1930 fu poi erroneamente ricostruita una corsa a spron battuto, ma furono utilizzati cavalli militari moderni per questa rappresentazione.
Il bombardamento di Dresda, nel febbraio del 1945, danneggiò gravemente il cortile delle scuderie. La ricostruzione iniziò nel 1957 e dal 1972 al 1979, le opere di Zacharias Weber e Heinrich Göding, che non esistevano più prima della guerra, furono ricollegate alla facciata esterna. La riparazione e il restauro dell'edificio furono in gran parte completati nel 1984. Da allora sono state realizzate ulteriori opere e parti del vecchio muro sono state ricostruite.

## Complesso

### Cortile delle scuderie
Il cortile delle scuderie collega il Georgenbau con lo Johanneum e un tempo era l'arena destinata alla disputa dei tornei per l'anello di corte. All'interno c'è una galleria ad arco aperto sorretta da 20 colonne. Sopra le colonne si trovano gli stemmi delle terre che furono sotto il dominio della Casata di Wettin. Esternamente il passaggio è decorato con uno sgraffito-dipinto. Nel mezzo c'è una meridiana che fu realizzata nel 1568 e poi restaurata, nel 1976, da Gunter Herrmann, secondo il progetto originale. L'orologio è verticale con numeri romani, indicante l'ora, il mese e i segni zodiacali. Sulla parete esterna dello stallhof  si trova il Fürstenzug.
All'interno del cortile delle scuderie si trova, al piano superiore, la Sala lunga che ospitava, fino al 1731, la galleria storica dei Wettin. Successivamente, ospitò anche la galleria delle armi di Augusto II di Polonia, che la fece allestire sul modello di quella di Luigi XIV. Da questa derivò poi il Museo delle armi. Nel 2019 ospita il Museo dei trasporti. Quando fu ricostruito il Georgenbau, in occasione dell'800º anniversario della Casata di Wettin, nel 1901, il cortile delle scuderie fu accorciato alla lunghezza di circa 100 metri.

### Esterno
Sulla parete esterna dello Stallhof si trova il Fürstenzug. Il murale, lungo 102 metri, raffigura la storia della dinastia sassone della Casata di Wettin rappresentata da una processione di tutti i regnanti della casa. Si tratta di un'opera d'arte costituita da circa 23.000 piastrelle in porcellana di Meissen.

## Curiosità
Il 17 dicembre 2007 un incendio distrusse dieci bancarelle del mercatino di Natale in corso, danneggiando parzialmente anche la facciata del palazzo.